# Elsbeth Juda
Elsbeth Ruth Juda, née Goldstein et connue professionnellement comme Jay (2 mai 1911 – 5 juillet 2014), est une photographe britannique qui est plus connue pour ses photographies de mode innovatrices et son travail comme éditrice associée et photographe pour le magazine L'Ambassadeur entre 1940 et 1965.

## Débuts
Elle est née à Darmstadt, en Allemagne, le 2 mai 1911 de Margarete Neumann (1885-1954) et Julius Joël Goldstein (1873-1929), un philosophe. Jeune femme, elle s'est installée à Paris, où elle a trouvé du travail en tant que secrétaire d'un banquier. En 1931, Elsbeth a épousé son amour d'enfance, Hans Peter Juda (1904-1975), et ils sont allés vivre à Berlin, où il a été rédacteur financier du Berliner Tageblatt. En 1933, ils ont fui l'Allemagne nazie pour Londres avec deux valises et un violon.

## Carrière
Juda a étudié la photographie sous le photographe Bauhaus, Lucia Moholy, l'épouse de l'artiste, László Moholy-Nagy. À cette époque Juda et de son mari Hans ont vécu à Londres, où il a été l'éditeur d'une revue spécialisée britannique appelée L'Ambassadeur, pour qui László Moholy-Nagy a été le directeur artistique. Lucia Moholy visitait Juda à son domicile pour lui apprendre la photographie. Peu de temps après, Juda a fait un passage en tant que « garçon de chambre noire » au  studio Scaioni à Londres. Plus tard, elle a travaillé comme photographe pour des entreprises de publicité et des magazines de mode, y compris le Harper's Bazaar.

### L'Ambassadeur
Hans et Elsbeth Juda avaient ouvert les portes à Londres d'un bureau satellite pour le magazine néerlandais International Textiles. Cependant, après 1940, lorsque Amsterdam est passé sous le contrôle de l'armée allemande, le magazine s'est avéré trop difficile à continuer. En mars 1946, les Juda ont changé le nom de la publication à The Ambassador et ont changé sa concentration à l'industrie britannique, au commerce et aux exports. Le magazine a été influent à partir de sa création et encouragé par le gouvernement britannique, qui a aidé à assurer un approvisionnement continu de papier pendant la guerre. En effet, The Ambassador, le magazine britannique d'export est devenu la voix de la fabrication britannique pour l'export, quand le commerce de la nation avait du mal à émerger après 1945. Il a été publié mensuellement dans quatre langues (l'anglais, l'allemand, le français et le portugais), avait des abonnés dans plus de quatre-vingt-dix pays, et une circulation de 23 000 exemplaires.
Le mari de Juda, Hans, a inventé la devise officielle « Exporter ou Mourir » pour The Ambassador. Plus tard, le magazine est devenu un incontournable du marketing et de la revue de presse pour une Grande-Bretagne désespérée de se rétablir comme exportateur mondial dans l'après-guerre. La phrase serait devenue un mantra pour l'industrie manufacturière nationale. Tout au long de leur travail au cours des années 1940, 1950 et 1960, Juda et son mari sont devenus deux des plus grands champions de l'export du Royaume-Uni, promouvant constamment toutes les facettes de la production industrielle britannique, la culture et les arts, et, dans la même occasion, venant en contact avec un grand nombre d'éminents artistes, écrivains, créateurs et photographes. Le critique Robert Melville décrit The Ambassador comme « le plus audacieux et entreprenant journal du commerce jamais conçu...aucun autre magazine...n'a de manière aussi systématique et brillante démontré la pertinence d'œuvres d'art pour les problèmes de design industriel. »
Les photos de Juda pour The Ambassador combinaient des éléments de mode, de modernisme et de commerce. Sa série de photographies du célèbre mannequin britannique Barbara Goalen portant des textiles écossais parmi le lourd équipement de travail d'une usine de textile sont particulièrement représentatives de son esthétique visuelle unique. Ensemble, ils ont construit une considérable collection d'art de nombreux artistes, avec qui ils sont venus en contact à The Ambassadeur. C'est un cercle beaucoup plus large d'amis, qui cependant permettra à Jay de capturer toutes les facettes d'une Grande-Bretagne d'après-guerre ré-émergente à travers l'objectif de son appareil photo. Le magazine a été acheté par Thomson Publications en 1961 et a continué à être publié jusqu'en 1972.

## Exposition - L’équipement des Arts
En 2009, la galerie de L’équipement des Arts a tenu une exposition longtemps attendue et à l'immense succès des photographies d'Elsbeth Juda de 1940 à 1965.
L’équipement des Arts a coordonné une recherche approfondie et un projet académique pour trouver et récupérer du matériel, des archives de The Ambassador au V&A Museum pour rendre l'exposition possible. Cela a abouti avec le prêt des négatifs par le V&A Museum et la National Portrait Gallery pour produire 140 tirages historiques, dont beaucoup n'avaient jamais été vus ou montrés avant.
Ceux-ci incluent un enregistrement unique du malheureux portrait de Winston Churchill par Graham Sutherland, commandé par la Chambre des communes pour célébrer son 80e anniversaire. L'exposition a également montré pour la première fois, une série de photographies qui illustrent l'accès sans précédent d'Elsbeth Juda à Henry Moore et son studio, alors qu'il travaillait sur la sculpture du Roi et de la Reine.
L'exposition présentait des photographies spectaculaires, d'un mannequin uniquement drapée dans du tissu et photographiée sur le toit du Lancashire Mill pour promouvoir l'industrie du textile britannique. D'autres images comprennent Joe Tilson, William Scott, Lynn Chadwick, Osbert Lancaster et Peter Blake qui sont parmi beaucoup d'artistes majeurs des temps photographiés par Elsbeth. Ainsi étaient les mannequins phares de l'époque, y compris Barbara Goalen, Fiona Campbell-Walter, Lisa Fonssagrives-Penn, Shelagh Wilson et Marla Scarafia.
Alors que toutes les personnalités de l'époque comme Margot Fonteyn, Richard Burton, Anthony Armstrong-Jones et Peter Ustinov et des amis comme Norman Parkinson, la Marque de Boxer et Madge Guirlande étaient affectueusement dépeintes.
Elsbeth a utilisé des emplacements pour fournir d'inattendues toiles de fond théâtrales pour profiter pleinement de la nouvelle ère du jet de voyage. Elle a été envoyée dans des destinations du monde entier pour des missions par le magazine The Ambassador.
Les photographies d'Elsbeth montrent esprit et humour. Cependant, et plus important encore, son travail révèle une créativité qui a poussé la perception des limites de la photographie de mode à l'époque. Ses images sont poignantes et témoignent d'une époque révolue, mais elles restent en avance sur leur temps et sont particulièrement pertinentes aujourd'hui.
La présentation de L'Équipement des Arts des photographies d'Elsbeth Juda en 2009 a été la première et la seule grande exposition de son travail photographique. Un certain nombre d'articles cités ci-dessous dans les notes et références sont pour la plupart les résultats  de cette exposition[style à revoir].

### Portraits
Juda était une portraitiste qui a photographié de nombreux artistes britanniques des années 1950 et 1960, y compris Henry Moore, John Piper, Graham Sutherland, Kenneth Armitage, et Peter Blake.

### Portrait de Churchill par Graham Sutherland
Juda était présente pour photographier et documenter le portrait de Winston Churchill de Graham Sutherland, qui a été commandé en 1954 par les membres passés et présents des membres de la Chambre des Lords et de la Chambre des Communes du Royaume-Uni pour célébrer le quatre-vingtième anniversaire de Churchill. Le portrait controversé de Sutherland qui en résulte est devenu tristement célèbre parce que Churchill le détestait ouvertement et a déclaré qu'il « me fait paraître à moitié idiot ». Après avoir été publiquement dévoilé à Westminster Hall, le 30 novembre 1954, le portrait de Sutherland a été caché et puis détruit (par ordre de Lady Churchill).
Les photographies de Juda témoignent du jour où un vieux Churchill peut être vu posant pour Sutherland. La vigueur de Churchill diminuait; l'année précédente, il avait souffert d'un accident vasculaire cérébral et, bien qu'il ait récupéré, les effets de l'âge et de la maladie étaient de plus en plus apparents. Il buvait également beaucoup à l'heure du déjeuner. Selon Juda, au cours de la session Graham Sutherland disait, « un petit peu plus du vieux lion, monsieur », et il se redressait sur son fauteuil et puis s'affalait après une minute.

### Les «British Fortnights»
Juda a commencé des mois à thème appelés « Fortnights fortnights » dans les grands magasins américains Lord and Taylor et Neiman Marcus pour promouvoir les marques et biens britanniques Juda a d'abord été abordée par Stanley Marcus qui était un fan de The Ambassador pour créer un "British Fortnight" au Neiman Marcus à Dallas, au Texas, qui était un fan de L'Ambassadeur. Stanley Marcus et Juda sont finalement devenus des amis proches. Marcus a même organisé un voyage pour que Juda visite la société Kodak à Rochester, dans l'état de New York et les studios de Richard Avedon et Irving Penn.

## Legs
En 1980 Juda a présenté à la National Portrait Gallery, une collection de photos, négatifs, planches contact au bromure, et de nouveaux découpages relatifs à ses photographies de Winston Churchill et de Graham Sutherland. En 1987, Juda a fait don des archives de The Ambassador au Musée Victoria and Albert. Les collections les plus complètes des archives de Juda peuvent être trouvées dans la British Library et au Victoria and Albert Museum.